# 北本英幸
北本 英幸（きたもと ひでゆき、1967年8月5日 - ）は、石川県出身のソフトテニス選手。

## 来歴
石川県出身。石川県立小松高校 - 明治大学 - 石川県教員。
小松高校二年生時に無名ながら地元石川インターハイでベスト８を記録（優勝した高野・川西に敗れる）し、一躍注目をあつめる。明治大学三年時に学生タイトル4冠（関東学生、インカレ、関東学生インドア、全日本学生インドア）に東京インドアも優勝し、連続５冠獲得で、全日本トップクラスに躍り出る。1990年アジア競技大会日本代表予選で優勝し国際大会初代表。以後9年連続10回代表に選出される。選手引退後は代表監督を務め、2006アジア競技大会（ドーハ）において日本男子を団体初優勝に導く。

## プレースタイル
中学時代は前衛。高校進学後後衛に転向。闘志を前面に出し、イースタングリップからのハイテンポで威力のあるストロークが持ち味。またバックハンドからの攻撃と高い技術は当時の後衛としては異色。

## 国際大会代表歴[2]
アジア競技大会(1990)
団体三位
第9回世界ソフトテニス選手権(1991)
団体三位
第2回アジアソフトテニス選手権(1992)
団体優勝
アジア競技大会(1994)
団体三位
第10回世界ソフトテニス選手権(1995)
ダブルス優勝、団体優勝
第3回アジアソフトテニス選手権(1996)
ダブルス優勝　団体三位
第二回東アジア競技大会(1998)
ダブルス三位
アジア競技大会(1998)
団体三位
第4回アジアソフトテニス選手権(1996)
ダブルス三位

## 主な戦績
- 1989 三笠宮杯全日本学生選手権（インカレ）　優勝（北本・斉藤）
- 1989 全日本ソフトテニス選手権大会　ベスト8（北本・斉藤）
- 1990 総理大臣杯全日本学生インドア　優勝（北本・斉藤）
- 1990 東京インドア　優勝（北本・斉藤）
- 1990 三笠宮杯全日本学生選手権（インカレ）　優勝（北本・戸田）
- 1990 全日本ソフトテニス選手権大会　ベスト8（北本・小嶋）
- 1991 全日本ソフトテニス選手権大会　優勝（北本・斉藤）
- 1992 全日本ソフトテニス選手権大会　ベスト8（北本・斉藤）
- 1993 東京インドア　優勝（北本・斉藤）
- 1993 全日本ソフトテニス選手権大会　優勝（北本・斉藤）
- 1994 東京インドア　優勝（北本・斉藤）
- 1994 全日本ソフトテニス選手権大会　優勝（北本・斉藤）
- 1995 全日本インドア　優勝（北本・斉藤）
- 1994 東日本ソフトテニス選手権大会　優勝（北本・斉藤）
- 1995 全日本ソフトテニス選手権大会　ベスト8（北本・斉藤）
- 1996 東京インドア　優勝（北本・斉藤）
- 1997 東日本ソフトテニス選手権大会　優勝（北本・斉藤）
- 1998 東京インドア　優勝（北本・斉藤）
- 1998 全日本インドア　優勝（北本・斉藤）
- 1998 東日本ソフトテニス選手権大会　優勝（北本・斉藤）
- 1999 東日本ソフトテニス選手権大会　優勝（北本・斉藤）
- 2000 全日本ソフトテニス選手権大会　優勝（北本・斉藤）
- 2002 全日本ソフトテニス選手権大会　準優勝（北本・斉藤）
- 2003 全日本ソフトテニス選手権大会　ベスト4（北本・斉藤）